# Lotnisko (Żary)
Lotnisko – dzielnica przemysłowo-mieszkalna miasta Żary zlokalizowana w północnej części miasta przy drodze krajowej nr 27 Żary – Zielona Góra. Południowa część dzielnicy graniczy ze Śródmieściem, a od północy i strony wschodniej koniec Lotniska wyznaczają granice miasta.

## Historia dzielnicy
Historia dzielnicy Lotnisko związana jest z lotnictwem i sięga do roku 1920, w którym to na terenie dzisiejszej dzielnicy zaczęło rozwijać się lotnictwo sportowe, w szczególności szybownictwo. Jednocześnie budowano lądowiska, a po dojściu nazistów do władzy przystąpiono do znacznej rozbudowy infrastruktury lotniska, również pod względem radio-technicznym. Wkrótce (1 września 1938 roku) w Żarach powstała Rezerwowa Szkoła Pilotów, w której rozpoczęto szkolenia, a także podczas II wojny światowej otwarto tu oddział zakładów lotniczych Focke-Wulf. 
W latach 1997–2003 (oprócz 2000) na dawnym lotnisku odbywały się Przystanki Woodstock, festiwale muzyczne organizowane przez Jurka Owsiaka i Wielką Orkiestrę Świątecznej Pomocy.
Obecnie teren Lotniska to prężnie rozwijający się obszar miasta. W północnej jego części, na obszarze ówczesnego lądowiska, znajduje się 130 hektarowa Strefa Przemysłowa "Lotnisko", w której swoją działalność rozwijają firmy i przedsiębiorstwa zarówno z kapitałem polskim jak i zagranicznym. 
Natomiast w południowej części dzielnicy znajduje się Osiedle Lotnisko – osiedle mieszkaniowe  domków jednorodzinnych, w większości poniemieckich, w których podczas wojny mieszkali niemieccy lotnicy wraz z rodzinami.

## Firmy i przedsiębiorstwa
- Hart-SM (producent szkła hartowanego dla AGD i kabin prysznicowych),
- MK Systemy Kominowe Sp. z o.o. (producent kominów z blachy kwasoodpornej),
- Karmann-Ghia Żary (producent systemów dachowych do kabrioletów),
- Poli-Eco (producent listew plastikowych, stolarki plastikowej, aluminiowej i drewnianej),
- Sage Automotive Interiors (producent materiałów samochodowych),
- Tempus Polska (producent wyrobów kamieniarskich),
- De Rooy Poland (firma transportowa),
- Eximport (producent opakowań i folii opakowaniowej),
- Fach-Bud (usługi budowlane i dekarskie),
- Chroma (drukarnia),
- Chmal (hurtownia ogumienia i szyb),
- Urban Polska Sp. z o.o. (producent maszyn do produkcji stolarki okiennej i aluminium),
- Centrometal Makowska (handel hurtowy i detaliczny stalą i wyrobami hutniczymi, produkcja, usługi)
- Doktor Leks Sp. z o.o. (hurtownia kosmetyków, chemii gospodarczej)

i kilka mniejszych.

## Szkoły
- Gimnazjum nr 1 ul. Staszica 16,
- Zespół Szkół Ogólnokształcących i Technicznych ul. Zielonogórska 23[3],
- LO o profilu sportowym w Zespole Szkół Ogólnokształcących i Technicznych ul. Zielonogórska 23,
- LO o profilu wojskowym w Zespole Szkół Zawodowych ul. Zielonogórska 23.